# Горб-Ромашкевич, Феодосий Кузьмич
Феодосий Кузьмич Горб-Ромашкевич (пол. Feodosìj Kuz'micz Gorb-Romaszkiewicz; 1857—1907) — российский юрист, профессор (с 1892), доктор финансового права (с 1901) Варшавского университета.

## Биография
Учился в Нежинской гимназии, а затем в Киевском (1874—1878) и Харьковском (1878—1880) университетах. Окончил Харьковский университет в 1880 году кандидатом прав. В 1883—1885 годах он был профессорским стипендиатом; готовился к профессорскому званию под руководством К. К. Гаттенбергера.
С 1886 года преподавал на кафедре финансового права в Варшавском университете: сначала исполнял обязанности доцента; в 1886—1887 годах занимался в Берлине и Париже; в 1892 году, после защиты магистерской диссертации «Поземельный кадастр» в Харьковском университете, был утверждён экстраординарным; в 1901 году, после защиты докторской диссертации в Киевском университете, стал ординарным профессором; в 1905—1907 годах был деканом юридического факультета.